# 王芝傑
王芝傑（？—？），陝西省西安府咸寧縣人，清朝政治人物、同進士出身。

## 生平
光緒二十年（1894年），参加光緒甲午科殿試，登進士三甲146名。同年五月，以主事分部学习。